# شبكة مطوري مايكروسوفت
شبكة مطوري مايكروسوفت (بالإنجليزية: Microsoft Developer Network أو اختصارا MSDN)‏ هي أحد أجزاء شركة مايكروسوفت، والتي تعنى بإدارة علاقة الشركة بالمطورين من شتّى المجالات؛ سواءً مطوري الأجهزة المتوافقة مع نظم التشغيل التابعة للشركة، أو المهتمين بتطوير نظم تشغيل النوافذ، أو مطوري التطبيقات المتوافقة مع نظم التشغيل، وكذلك المطورين المهتمين بلغات البرمجة التي تنتجها الشركة.
وتتم إدارة هذه العلاقة من خلال عدة وسائل منها المواقع الإلكترونية، النشرات الأخبارية، عقد المؤتمرات، المدونات، الأسطوانات المدمجة التعليمية، والعديد من الوسائط الأخرى.

## المواقع الالكترونية
يعد الموقع الإلكتروني على الوصلة  هو الصفحة الرئيسية التي من خلالها يمكن الوصول لمختلف المواقع المتفرعة والتابعة لشبكة مطوري مايكروسوفت، والتي تقدم العديد من الخدمات الي تمكن المطورين والمهتمين من البحث والإبحار خلال كم هائل من المعلومات وكذلك عدد كبير من التوثيقات، أكواد برمجية، نقاشات، وعدة مصادر أخرى من المعلومات التي تم توفيرها إما من خلال موظفي شركة مايكروسوفت، أو من خلال أعضاء الشبكة.
تغيرت طبيعة الشبكة من مجرد مصدر للبيانات من جهة واحدة إلى مصدر متعدد الجهات من خلال استحداث بعض الإضافات الجديدة على الموقع مثل المنتديات، المدونات، المكتبات والإشارات المرجعية.
بعض هذه الاضافات تتوفر باكثر من 56 لغة عالمية، والتالي تفصيلات لعدد من هذه الاضافات الجديدة:

## المكتبة
مصدر أساسي للمعلومات للمهتمين من المطورين بمنتجات شركة مايكروسوفت من أدوات، تكنولوجيا، وخدمات.
تحتوي المكتبة على العديد من توثيقات البرامج، أكواد برمجية، مقالات علمية، مواضيع كيف تقوم بـ، وغيرها من المصادر.
توفر المكتبة عدة طرق للوصول للمعلومات المتعلقة بالمجال الذي يهتم فيه المطور، وذلك من خلال إنشاء جدول محتويات، وكذلك توفر خاصية البحث، كما توفر خاصية اعلام المشتركين باخر الاضافات على المكتبة.

## المنتديات
هي أحد أجزاء الشبكة التي تختص بالحوارات والنقاشات بين المطويرن حول مختلف المواضيع المتعلقة بتطوير البرمجيات.
خلال العام 2008 تم تغيير منصة عمل تلك المنتديات وتطويرها، لتقدم العديد من الخصائص والأدوات التي صممت خصيصا من أجل تحسين كفائة وأداء المنتديات، مثل معاينة مضمنة للمواضيع، وكذلك استخدام AJAX.

## المدونات
تقدم الشبكة خدمة المدونات فقط لموظفي الشركة.

## المعرض
يمكن اعتباره كمخزن أو مستودع للأكواد البرمجية التي تم تطويرها من قبل أعضاء الشبكة.
في العام 2008 تم التطوير على المعرض ليشمل موقع Codeplex المستضيف لبرامج المصدر المفتوح من مايكروسوفت.

## اشتراكات البرامج
تقدم الشبكة للراغبين من المطورين، اشتراكات أو عضويات سنوية، والتي من خلالها يمكن للمشتركين من الوصول وترخيص تقريبا جميع منتجات الشركة التي تم إصدارها للمستخدمين بأي وقت سواء بالماضي أو حاليا.
يتم تسجيل الاشتراكات بشكل سنوي، ويبلغ قيمة الاشتراك $10,939 دولار أمريكي للاشتراك الواحد.
تتيح هذه الاشتراكات لأصحابها إمكانية الحصول على برامج الشركة بشكل دوري (خلال عدة اسابيع أو أشهر) إما من خلال استلام أقراص مدمجة، أو من خلال وصلات لتحميل هذه البرامج، ويوجد على الأسطوانات المدمجة شعار الشبكة بالإضافة للشعار الخاص بالشركة وبالمنتج.
الجدير بالذكر أنه بالرغم من أن الشبكة تتيح لك استخدام البرامج بشكل مشابه لحد كبير لنفس الشكل النهائي للمنتج، إلا أن اتفاقية التعاقد بين المستخدم والشبكة تحرم (من منطلق قضائي وليش تقني) المستخدمين من استخدام هذه البرامج بشكل تجاري أو بغرض ربحي.
مثال على ذلك، تقوم الشبكة بتوفير آخر منتجات الشركة من أنظمة التشغيل، وبرامج الخوادم، ومجموعة البرامج المكتبية، جميع هذه المنتجات تتطلب مفتاح للتسجيل، يقوم موقع الشركة بتوفيره من خلال الطلب، تم اكتشاف شركة كاملة تحتوي على مجموعة من أجهزة الحاسوب وأجهزة الخوادم تعمل بمنتجات شركة مايكروسوفت، تحت ترخيص لأحد اشتراكات شبكة المطورين، ولأن اتفاقية وشروط الاستخدام الخاصة باشتراكات الشبكة، لا تسمح بهكذا نوع من الاستخدام، فإن الشركة تعتبر مخالفة لاتفاقية ترخيص البرامج، ويحق لشركة مايكروسوفت ملاحقتها قضائيا.
مع ذلك فإن بعض أنواع الاشتراكات الخاصة بالشبكة تسمع للمستخدمين من استخدام الترخيص الخاص بالشبكة من أجل تشغيل مجموعة البرامج المكتبية، ولكن بغرض التطوير والتعديل، وليس لأي غرض تجاري.
كما وتسمح الشبكة للمشتركين، بتشغيل أكثر من نسخة من نفس البرنامج وبنفس الاشتراك، ولكن أيضا بهدف التطوير والتعديل، لا لأي غرض تجاري.
لكن بعد تجاوز عدد من التنصيبات للمنتج، يتم تلقائيا ايقاف خاصية التفعيل عن طريق الإنترنت والتحقق من اشتراك المستخدم على الشبكة، ويحل محله خاصية تفعيل المنتج من خلال الاتصال على الخط المخصص بتفعيل المنتجات التابع لشركة مايكروسوفت، وذلك للتحقق من أن المنتج لا يتم استخدامه لأي غرض تجاري.
خاصية أخرى لاشتراكات شبكة المطورين، أنها تتيح للمستخدم من استخدام البرنامج المرخص لأي فترة يشاء دون أي مسائلة قانونية أو مالية، ولكن بعد انتهاء الفترة القانوني للاستخدام فان المنتج يتوقف عن استقبال التحديثات من شركة مايكروسوفت.
كما وتتيح الاشتراكات لأصحابها الحصول على منتجات شركة مايكروسوفت والتي توقف دعمها وإنتاجها منذ زمن بعيد، مثل MS-DOS 5.0 and Windows 3.11، ويتم الحصول عليها من خلال روابط تحميل عبر الإنترنت، وغالبا ما يكون امتدادها.iso وبالتالي تتيح للمستخدم من إعادة استخدامها.

## مجلة شبكة مطوري مايكروسوفت
تصدر وتنشر شركة مايكروسوفت مجلة شبكة مطوري مايكروسوفت.
أصدرت هذه المجلة قبل عشر سنوات في شهر اذار / مارس من العام 2000 ميلادية، وذلك بعد اندماج مجلة أنظمة مايكروسوفت (MSJ)، ومجلة مايكروسوفت لمطوري الإنترنت (MIND).
تتوفر هذه المجلة بشكل مطبوع في الولايات المتحدة الأمريكية، كما تتوفر على شبكة الإنترنت ب 11 لغة مختلفة.
أيضا تتوفر على الشبكة الإصدارات القديمة من مجلة أنظمة مايكروسوفت.

## لمحة تاريخية
في العام 1992 ميلادية بدأت الشبكة بالعمل، ولكن لم يكن تتوفر محتوياتها إلا من خلال الاسطوانات المدمجة، وفي العام 1993 ميلادية تم إنشاء المستوى التاني من الاشتراكات والتي شملت العديد من منتجات مايكروسوفت.
في شهر تشرين ثاني / نوفمبر من العام 2004 ميلادية، افتتحت الإصدارة الثانية من الشبكة، والتي كانت بمثابة مصدر للمعلومات عن تطبيقات فيجوال ستوديو 20005 (Visual Studio 2005)، ويجدر الإشارة إلى التعديلات الملحوظة التي اضيفت على الأكواد البرمجية لموقع الشبكة الذي جعل من الموقع يتوافق ويتماشى بشكل أكبر مع معايير الويب والإنترنت، ولذلك تم تعديل وتطوير مستعرض الإنترنت الخاص بشركة مايكروسوفت (إنترنت اكسبلورر)، وفي العام 2008 تم استبدال قالب الشبكة المبنى على الإصدارة الأولى، واحلال الإصدار الثاني من الشبكة بدلا من الإصدار الأول.
والجدير بالذكر أنه في الفترة من عام 1992، في بداية إنشاء شبكة المطورين، قامت مجموعة من نخبة المطورين والمهندسين العاملين بشركة مايكروسوفت بكتابة مقالات تقنية بشكل معمق، ونشرها في المكتبة، كما وخصصت تلك المجموعة جزء لمناقشة أسئلة المطورين المشتركين بالشبكة، كان أحد أعضاء تلك المجموعة المطور نايجل ثومبسون (Nigel Thompson) والذي يعد من أوائل المطورين الذين قامو بادخال عناصر الوصائط المتعددة إلى نظام تشغيل النوافذ الذي تنتجه الشركة، وكذلك المطور كين لسيسين (Ken Lassesen) والذي قام بتطوير نظام باندا (Panda) والذي من خلاله تم نشر شبكة المطورين على شبكة الإنترنت، وتحويل محتوياتها من مجرد عروض وسائط متعددة إلى ملفات بلغة ترميز النصوص التشعبية.

## وصلات خارجية
- الموقع الرسمي